# Cligenes distinctus
Cligenes distinctus är en insektsart som beskrevs av William Lucas Distant 1893. Cligenes distinctus ingår i släktet Cligenes och familjen Rhyparochromidae. Inga underarter finns listade i Catalogue of Life.